# Епифанов, Алексей Юрьевич
Алексе́й Ю́рьевич Епифа́нов (род. 21 июля 1983, Волгоград, СССР) — российский футболист, защитник.

## Карьера
Воспитанник футбольной школы волгоградского «Ротора». Начинал играть во второй команде родного клуба, выступавшей в зоне «Поволжье» второго дивизиона. Первый матч на профессиональном уровне провёл 12 мая 2000 года с волжской «Дианой», уже на второй минуте заменив Сергея Тимофеева. С 2001 года начал выступать за дублирующий состав «Ротора», игравшего в высшем дивизионе. После двух сезонов в турнире дублёров стал привлекаться к играм первой команды. Свой первый матч за «Ротор» провёл 14 сентября 2002 года, выйдя в основном составе в игре 1/16 финала Кубка России с «Томью». В том же году дебютировал в премьер-лиге, выйдя в стартовом составе на матч последнего тура с «Аланией». В 2004 году Епифанов получал много игровой практики в основной команде, однако по итогам сезона «Ротор» занял последнее место и вылетел в первый дивизион, а в начале 2005 года и вовсе лишился профессионального статуса и был исключён из состава ПФЛ. 7 марта подписал контракт с представителем первого дивизиона екатеринбургским «Уралом». Первые полгода пытался закрепиться в основе, но должной игровой практики так и не получил, проведя всего три встречи. В августе перебрался до конца сезона на правах аренды в краснодарскую «Кубань», однако и там за основной состав играл не часто. В новом сезоне снова пытался закрепиться в основном составе, но вновь, проведя три игры, был отдан в аренду до конца сезона. На этот раз в «Содовик» Стерлитамак. В феврале 2007 года перешёл в калининградскую «Балтику». Здесь он регулярно выходил на поле, сыграв почти все игры, и забил свой первый гол в профессиональной карьере, открыв счёт на 17-й минуте матча с ивановским «Текстильщиком». Несмотря на появившуюся в конце года информацию, что Епифанов подписал контракт с нижегородской «Волгой», сезон 2008 года начал в составе иркутской «Звезды», а летом перешёл в хабаровскую «СКА-Энергию». Летом 2009 года из-за длительных задержек заработной платы покинул команду в качестве свободного агента и 6 августа пополнил ряды пермского «Амкара», подписав контракт на 2,5 года. Однако, не пробившись в основной состав, выступал в первенстве молодёжных команд. В начале 2010 года вернулся в родной «Ротор», который заявился в первый дивизион. Был выбран одним из вице-капитанов команды. По итогам сезона волгоградцы заняли 16 место и вылетели во второй дивизион. В начале марта 2011 года Епифанов подписал контрактное соглашение с курским «Авангардом». Провёл за команду 24 матча во втором дивизионе. 1 ноября по обоюдному согласию с клубом досрочно расторг контракт, рассчитанный до лета 2012 года. 14 февраля 2012 года подписал контракт с мурманским «Севером».

## Достижения
- Бронзовый призёр чемпионата Литвы: 2015
- Финалист Кубка Литвы: 2014/15